# Памятник Коломийцеву
Па́мятник Ива́ну О́сиповичу Коломи́йцеву — памятник первому дипломатическому представителю Советской России в Персии (Иране), установленный 18 сентября 1988 года в городе Сальске (Ростовская область). Является памятником регионального значения (№611510377310005).

## История
История установки памятника первому полпреду Советской России в Персии (Иране) Ивану Осиповичу Коломийцеву связана с тем, что он является уроженцем села Воронцово-Николаевского (ныне являющегося составной частью города Сальска). 
Руководством города Сальска было принято решение об установке памятника Коломийцеву на пересечении улиц Ленина и Кирова, в сквере рядом с домом №29, в котором прошли юные годы будущего дипломата. На указанном доме в 1966 году была установлена мемориальная доска в честь Ивана Коломийцева.
Над созданием памятника трудился скульптор Михаил Алексеевич Делов.
Постамент памятника выполнен из гранита, фигура Коломийцева и надпись на постаменте из бронзы (литьё).

## Открытие памятника
Торжественное открытие памятника состоялось 18 сентября 1988 г. в рамках празднования "Дня города Сальска". Открыли памятник председатель Сальского городского исполкома Геннадий Алексеевич Сиденко и помощник начальника историко-дипломатического управления МИД СССР Рудольф Иванович Постнов.
На открытие памятника Коломийцеву в город Сальск приехала внучка Ивана Осиповича Надежда Юрьевна Коломийцева, кандидат технических наук, работница института стали и сплавов.[значимость факта?]